# Castillo de Serpa

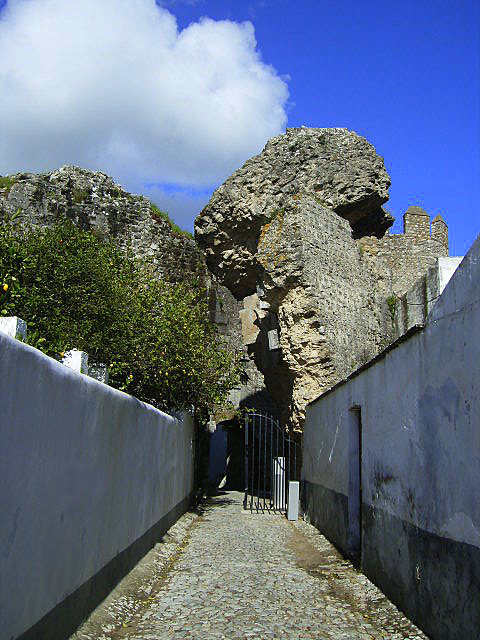
Castillo de Serpa, Portugal: aspecto de la entrada.

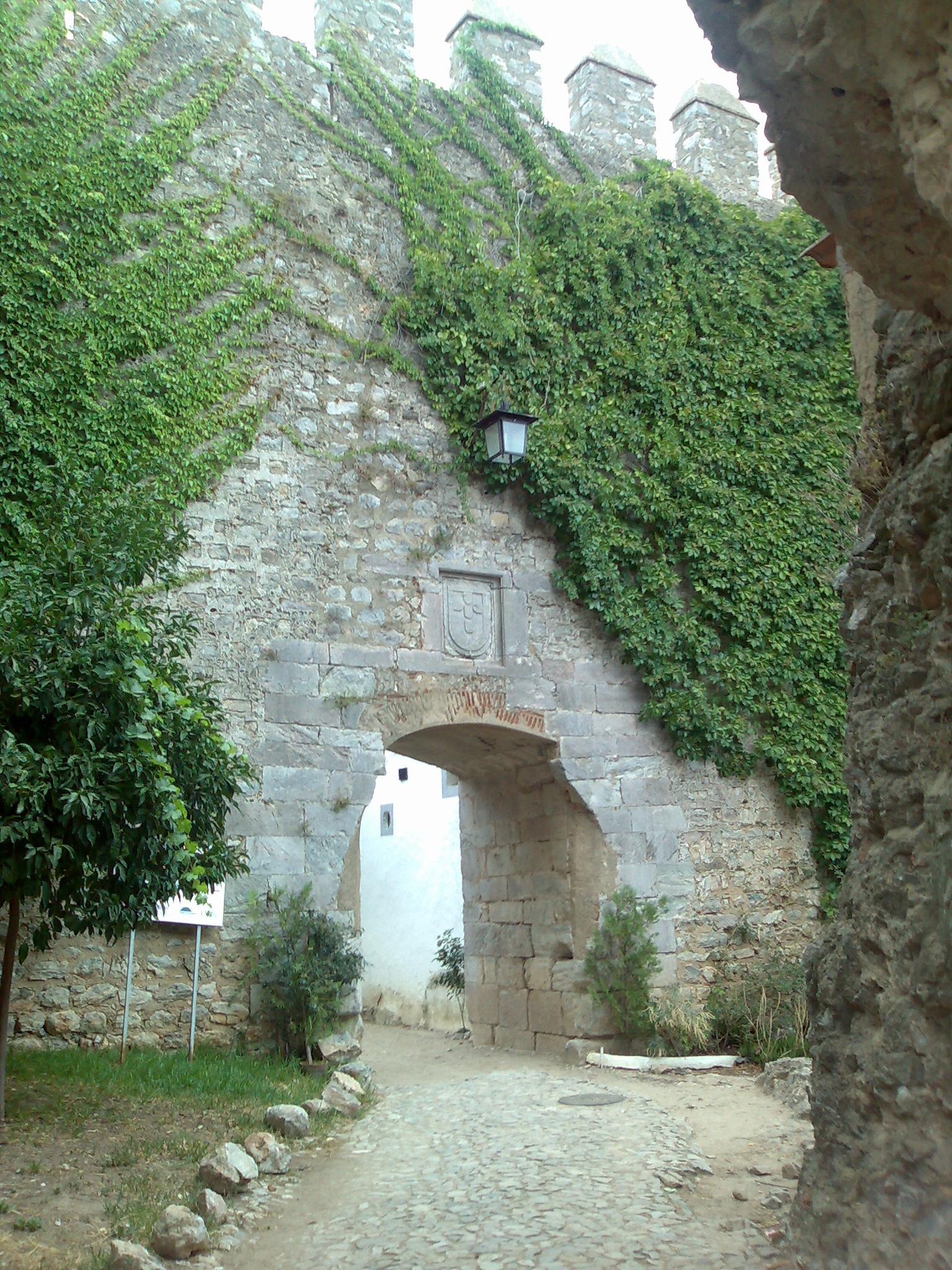
Castillo de Serpa: aspecto de la entrada.

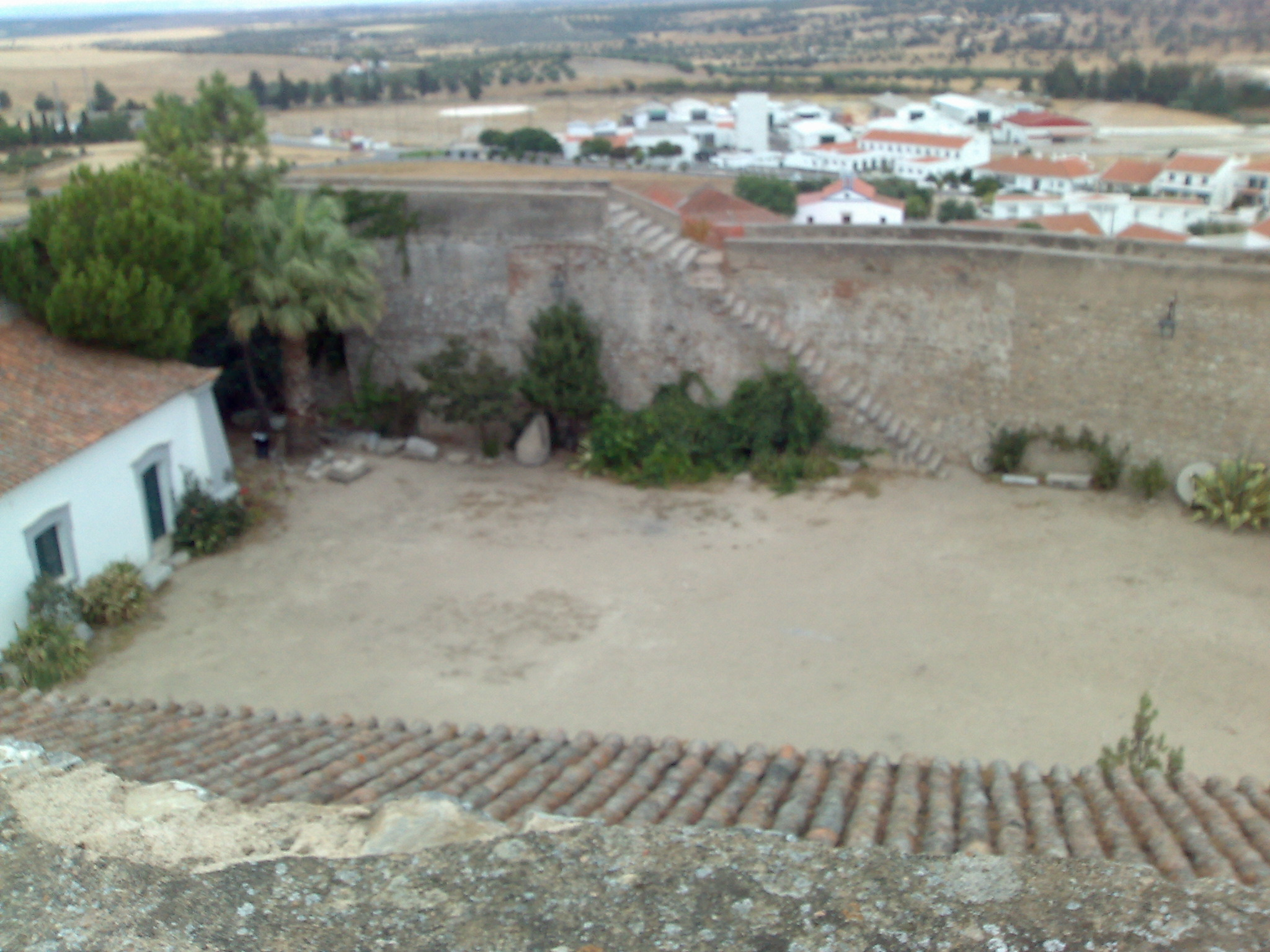
Castillo de Serpa: aspecto del interior.

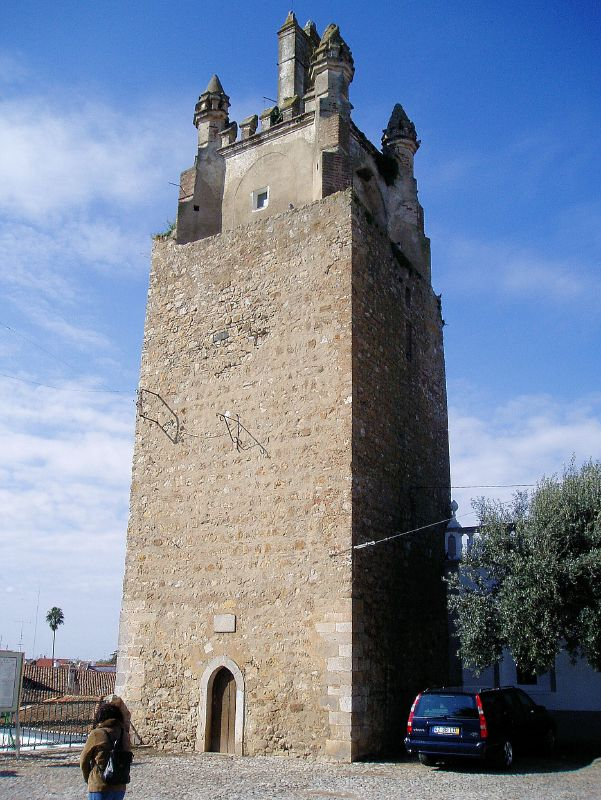
Castillo de Serpa: torre del homenaje.

El Castillo de Serpa, en el Bajo Alentejo, está situado en la parroquia de Salvador, ciudad y municipio de Serpa, en el distrito de Beja, Portugal.
En posición dominante sobre el pueblo, integra el territorio de la orilla izquierda del río Guadiana, junto con los vecinos Castillo de Moura, Castillo de Mértola y Castillo de Noudar.

## Historia

### Antecedentes
La primitiva ocupación humana de su emplazamiento se remonta a la prehistoria, posteriormente romanizada, cuando ya se llamaba Serpa, viviendo con el camino que conectaba Beja con el sur de Hispania. Se cree que aquí había una fortificación romana con la función de proteger este tramo de la ruta. Con la caída del Imperio Romano, conoció la presencia de alanos y vándalos, cuando se asentaron en la Bética, los  suevos, cuando se expandieron hacia el Sur, y posteriormente, los visigodos, sucedieron, a partir del siglo VIII, a los  musulmanes, que la fortificaron.

### El castillo medieval
En la época de la Reconquista Cristiana de la península ibérica, el asentamiento y su castillo fueron inicialmente conquistados por las tropas bajo el mando de  D. Afonso Henriques (1112-1185) o por el grupo bajo el mando de Geraldo Sempavor, en una incursión promovida en 1166 en el territorio más allá del río Guadiana.
Volvió a la posesión musulmana durante la gran ofensiva  almohade de  Iacube Almançor al río Tajo (1191), cuando los cristianos sólo permanecían en el poder desde Évora, en todo el Alentejo. Más tarde, las fuerzas de  D. Sancho II recuperarían estas tierras, conquistando Serpa en 1232 y entregando sus dominios a D. Fernando, hermano del soberano.
Dos décadas más tarde, habiendo concluido  D. Afonso III (1248-1279) la conquista del Algarve, Afonso X de Castilla le impugnó legalmente estos dominios. El dominio de Serpa y las tierras más allá del río Guadiana también formaban parte de esta disputa, habiendo sido cedidas al monarca castellano en 1271. La disputa no terminó hasta 1283, con su cesión a la reina D. Beatriz, hija de D. Afonso X, viuda de D. Afonso III y madre del rey D. Dinis (1279-1325). Con la rectificación de la frontera, bajo su reinado, el pueblo recibió su primera carta (1295), con privilegios idénticos a los de los habitantes de Évora, momento en el que se inició la reconstrucción de la antigua fortificación musulmana, aprovechando parte de las primitivas murallas de taipa. Para ello, la Orden de Avis donó un tercio de los alquileres de las iglesias de Moura y Serpa para "reconstruir y mantener las alcáceres de los llamados castellos" (1320). Rui de Pina, en la Crónica de D. Dinis, señala a Serpa entre las aldeas cuyas alcáceres y castellos hechos de fundación.
En el momento de la  crisis de 1383-1385, la ciudad y su castillo fueron tomados por el Maestro de Avis, habiendo servido de base de operaciones para las tropas portuguesas en varias incursiones en el territorio castellano.
En las Cortes de 1455, los habitantes de Serpa reclamaron que, para remediar la disminución de la población, causada por guerras y plagas,  D. Afonso V (1438-1481) concedió a los futuros residentes el privilegio de exención, casi total, durante veinte años, de los servicios militares o municipales. El soberano, sin embargo, limitó esta concesión a los extranjeros y redujo el período originalmente reclamado a diez años.
Bajo el reinado de D. Manuel I (1495-1521), Serpa y su castillo están representados por Duarte de Armas (Libro de las Fortalezas, c. 1509), donde se puede apreciar la dimensión de la obra dionisíaca: un castillo con las murallas sostenidas por torres de planta cilíndrica y cuadrangular, dominado por una imponente torre del homenaje; a sus pies, el pueblo rodeado por una doble muralla también reforzada por torres. El soberano concedió el Novo Foral a la villa en 1513, habiendo concedido el dominio de la villa y su castillo a su hijo, el infante D. Luís,  Duque de Beja.

### Desde la Guerra de Restauración hasta nuestros días
Durante la  crisis de sucesión de 1580, débilmente guarnecida, Serpa y su castillo cayeron ante las tropas españolas bajo el mando de  Sancho Dávila (1580). En la época de la Restauración de la Independencia de Portugal, de los primeros que volaron el colgante de Portugal, los dominios de la ciudad y su castillo fueron donados por  D. João IV (1640-1656) al Infante D. Pedro (1641), pasando a formar parte de la Casa del Infantado. La Guerra de Restauración se configuró, como otras plazas de la región fronteriza, y también fue objeto de obras de modernización, con un proyecto del arquitecto Nicolau de Langres, que, sin embargo, no se concluyeron. La fortaleza diseñada para defender la aldea fue sólo parcialmente ejecutada, materializada en el Fuerte de São Pedro de Serpa, completado en 1668.
Ocupado durante la guerra de sucesión española, su polvorín fue volado, destruyendo una de las torres, tras la retirada de las fuerzas españolas bajo el mando del  Duque de Osuna (1707).
Arruinado por el tiempo, en 1870 hubo grandes deslizamientos de tierra en la mampostería de los muros y torres.
A mediados del siglo XX, todo el castillo y las murallas de Serpa fueron clasificados como Monumento Nacional por decreto publicado el 30 de enero de 1954, el mismo año en que una sección de la muralla fue adquirida a la Condesa de Cuba.
En 1958 comenzaron los trabajos para consolidar la sección del acueducto cerca de la Porta de Beja. Más tarde, en 1973, se adquirieron edificios para su demolición y despeje de nuevos tramos de las murallas, así como los trabajos de recuperación del tramo existente en la Rua das Varandas, que continuaron al año siguiente con la consolidación de los tramos cercanos a la Porta de Moura y el enlucido de la Torre del homenaje. En 1977 se llevó a cabo una nueva campaña de reparación de la sección de muros de la Rua das Varandas, seguida en el decenio de 1980 de nuevas intervenciones en la zona del castillo (1980, 1981-1982, 1983-1984, 1985-1986 y 1988).
En el año 2000, como resultado de las fuertes tormentas en la región, una sección del muro fue destruida.

## Características
El castillo se levanta en el centro histórico del pueblo, a doscientos treinta metros sobre el nivel del mar. En el nivel más alto, junto a la pared, al norte, se implanta la alcazaba cuadrangular.
La valla del pueblo tiene una planta ovalada, reforzada por cubos y torres de planta cuadrangular y semicircular, coronada por  merlones prismáticos. Originalmente tenía tres puertas monumentales (Porta de Moura al noreste, Porta de Beja al noroeste y la Porta de Sevilla al sur, esta última ya desaparecida) flanqueadas por dos torres cilíndricas achaflanadas, esta última con merlones pentagonales en los extremos. El panel occidental de los muros está coronado por un acueducto que descansa en una arcada redonda, que une el Palacio de los Condes de Ficalho en el lado norte y una gigantesca nuera que descansa en un pozo, en el ángulo sudeste, construido en el siglo XVII para abastecer el palacio. En un período posterior se abrieron la Porta da Corredoura y la Porta Nova.
La muralla de la ciudadela está reforzada por la Torre del homenaje, de planta cuadrangular, adosada al paño sur, de la que queda la parte inferior; por un cubo de planta semicircular en el mismo lado y por una torre de planta rectangular en el ángulo sureste, junto a la que aún es visible una parte de la barbacana que la rodeaba. Allí se encuentra el Museo Arqueológico de Serpa, donde se exponen los testimonios recuperados en la región del municipio, el Paleolítico, el Neolítico, la Edad de los Metales y la época romana.
En la plaza que bordea la iglesia Madre de Santa María (antigua mezquita musulmana) se encuentra la llamada Torre del Reloj, de planta cuadrada, donde se alza el campanario, con  chapiteles cónicas rodeadas de merlones achaflanados. Un vestigio de la muralla del pueblo, se transformó en un reloj en 1440, constituyendo la tercera torre de vigilancia más antigua del país.
El Palacio de los Condes de Ficalho, de  estilo manierista, forma parte de las murallas, iniciadas por D. Francisco de Melo, jefe de Serpa a finales del siglo XVI y continuadas por sus hijos, D. Pedro de Melo, gobernador de la Capitanía de Río de Janeiro (1662-1666) y António Martim de Melo, Obispo de Guarda.